# エリザベス宮地
エリザベス宮地（えりざべす みやじ、本名非公表。1985年11月13日 - ）は、日本の映像作家、ミュージック・ビデオ監督、映画監督である。高知県生まれ。

## 略歴
2004年、18歳の時に電気通信大学人間コミュニケーション学科に進学すると同時に上京。
2008年にデンマークで行われたチャリティーイベントマスターベータソン2008において、7時間28回を達成し優勝、絶頂回数男性部門で世界記録を樹立。2009年にそれらを題材にした本人主演のドキュメンタリー映画「みんな夢でありました」を学生時代の仲間であるJ小川、ガンダーラ北村と共に制作。初の監督を務めた。
2008年、ヤング(a.k.a 乍東十四雄)「透明」にて、初のミュージックビデオを手掛ける。その後、様々なインディーズバンドのMVの撮影・監督・カメラ・脚本・編集などを担当。
その後写真も手掛けるようになり、2012年に第21回写真新世紀において佳作を受賞。
2024年、当時既に山で狩猟を行いながら半農半Xの暮らしを送っていた東出昌大を主演に迎え、彼の生活を追ったドキュメンタリー映画「WILL」の監督・撮影・編集を担当した。

## 主な監督作品

### ミュージックビデオ
| アーティスト名                      | 曲名 |
| ----------------------------------- | --- |
| あっこゴリラ                        | 『ウルトラジェンダー × 永原真夏』『余裕』『開戦前夜』『オーバー・ザ・ボーダー』 |
| AFRAに曽我部                        | 『listen 2 my ♥ beat』 |
| 井上苑子                            | 『だいすき。』『ファンタジック』 |
| Wienners                            | 『十五夜サテライト』 |
| うどん兄弟                          | 『ママが歌うアイドルの歌』 |
| Age Factory                         | 『Puke』（編集）『さらば街よ』『NOHARA』『See you in my dream』 |
| EMPiRE                              | 『MAD LOVE』『I have a chance!!』 |
| 音沙汰（永原真夏&工藤歩里）         | 『SUPER GOOD』『「春の悪魔」Rooftop Performance in那覇 2016.08.01』 |
| OTOTOI GROUP                        | 『WE ARE』 |
| おやすみホログラム                  | 『ニューロマンサー』『11』 |
| オレンジスパイニクラブ              | 『37.5℃』 |
| 木村竜蔵                            | 『25時の月』 |
| 倉内太                              | 『時を踊る少女』 |
| クラウド・ルー                      | 『携帯ソング(ー）愛の台南バージョン♡』（編集） |
| 坂口喜咲                            | 『心臓に愛をおくりたい』『DO-SHE-YOU』 |
| さくらしめじ                        | 『お返しの約束』 |
| 錯乱前戦                            | 『そばにいたいぜ』『タクシーマン』『君のハートはブルーだよ』 |
| Shout it Out                        | 『DAYS』『青年の主張』 |
| ジャポニカソングサンバンチ          | 『かわいいベイビー』 |
| シャムキャッツ                      | 『No.5』『AFTER HOURS』『MODELS』『マイガール』（編集・カメラ）『なんだかやれそう』『「SUNNY」 Live Version』                                                                            |
| 住所不定無職                        | 『IN DA GOLD,』 |
| SEBASTIAN X                         | 『ROSE GARDEN,BABY BLUE』『ワンダフルワールド』『光のたてがみ』『世界の果てまで連れてって!』『スーダラ節』『DNA』（編集）『GO BACK TO MONSTER ［LIVE 2012/10/11 SHIBUYA CLUB QUATTRO］』 |
| セントチヒロ・チッチ(BiSH)          | 『夜王子と月の姫』 |
| テジナ                              | 『君とフュージョン』『家』『バブルをもう一度』『ユーのダンス』 |
| NAOMiRUSTY                          | 『ラニーニャ夜』 |
| 永原真夏                            | 『リトルタイガー』 |
| 永原真夏＋SUPER GOOD BAND           | 『青い空』『「SUPER GOOD」「応答しな！ハートブレイカー」LIVE at 新代田FEVER 2017.07.23』                                                                                                 |
| never young beach                   | 『live lyrics 味園ユニバース 2015/11/08』 |
| ハウスパン                          | 『川のほうへ』『いくつになったら』 |
| ハシヤスメ・アツコ(BiSH)            | 『ア・ラ・モード』 |
| 長谷川健一                          | 『海のうた』 |
| バックドロップシンデレラ            | 『激情とウンザウンザを踊る』（編集）『ベルリントロンボーン』（編集） |
| HAPPY BIRTHDAY                      | 『ダイヤモンドブス(DEMO ver)』『NEW ME NEW ME NEW』 |
| Have a Nice Day!                    | 『Fantastic Drag （feat.大森靖子）』『マーベラス』『Night Distortion』 |
| beat mints boyz                     | 『スパーク』 |
| BiS                                 | 『STUPiD（NEW TYPE ver.）』（山田健人との共作） |
| BiSH                                | 『JAM』『Nothing.』（カメラ）『GRUNGE WORLD』 |
| 平賀さち枝                          | 『ギフト』『江の島』『いつもふたりで』 |
| フジロッ久(仮)                      | 『ワナワナ!』 |
| THE BOYS&GIRLS                      | 『勇気をください』 |
| THE BOHEMIANS avec ムッシュかまやつ | 『フリフリ』 |
| マイアミパーティ                    | 『おはよう、おやすみ featuring かしわ』 |
| 武藤彩未                            | 『雨音』 |
| (M)otocompo                         | 『OK SKA』 |
| 百々和宏                            | 『ロックンロールハート（イズヒアトゥステイ）』（カンパニー松尾との共作） |
| モモナシ                            | 『桃李の道』（編集） |
| MOROHA                              | 『バラ色の日々』『三文銭』『奮い立つCDショップにて』『恩学』『上京タワー』『四文銭』『五文銭』『拝啓、MCアフロ様』『遠郷タワー』                                                         |
| ヤング(a.k.a 乍東十四雄)            | 『透明』『たまいれ』『アドベンチャー』『ももいろダンス』 |
| 優里                                | 『かくれんぼ』『かごめ』『ドライフラワー』 |
| 吉田凜音                            | 『サイダー』 |
| ラッキーオールドサン                | 『ミッドナイト・バス』『ゴーギャン』『海へと続く道』『坂の多い街と退屈』 |
| REDMAN                              | 『Challenge the GAME』 |

### 映画
- ドキュメンタリー『みんな夢でありました』(2009年）監督・主演
- たかなしてつひろ監督『ゴ』(2009年）撮影・編集
- ドキュメンタリー『さよなら、みなみ』(2012年）監督・出演
- 永原真夏監督「ミヤジネーション」(2013年4月公開）出演
- ドキュメンタリー『日本グレーゾーン』(2016年）監督
- luteオリジナルショートドラマ「東京ヴァージン」(2016年8月22日公開）監督・脚本・編集[26]
- BiSドキュメンタリー映画「劇場版 BiS誕生の詩」(2017年1月28日公開）撮影[27]
- BiSドキュメンタリー映画「WHO KiLLED IDOL ? –SiS消滅の詩–」(2017年2月4日公開）監督[28]
- MOROHAドキュメンタリー映画「劇場版 其ノ灯、暮ラシ」(2017年9月30日公開）監督
- BiSHドキュメンタリー映画「ALL YOU NEED is PUNK and LOVE」(2017年12月9日公開）監督[29]
- BiSH 映画『アイドルキャノンボール』(2018年2月3日）出演
- 松居大悟監督『アイスと雨音』メイキングドキュメント「ファーストキス」(2018年）監督・撮影・編集
- 松居大悟監督「君が君で君だ」(2018年7月7日公開）編集
- 岩淵弘樹監督WACKドキュメンタリー「世界でいちばん悲しいオーディション」(2019年1月11日公開）撮影
- 岩淵弘樹監督WACKドキュメンタリー「IDOL -あゝ無情-」(2019年11月1日公開）撮影[30]
- ドキュメンタリー『WILL』(2024年2月16日公開）監督・撮影・編集

### その他
- 藤井風ドキュメンタリー映像『Fujii Kaze: grace 2022 Documentary』（2023年）[31]
- スペースシャワーTV『ナンダコーレ-Nandacoole-』第五十弾プロデュース作品「ベルベットイースター」(2012年）
- ほぼ日刊イトイ新聞「『かないくん』をつくった人たちの声を集めて。」(2014年）
- クリープハイプ「エロ/二十九、三十」初回限定盤DVD「くそキャンプ2014」(2014年7月23日）
- クリープハイプ「百八円の恋」初回限定盤DVD「くそバレー2014」(2014年11月5日）
- 永原真夏／エリザベス宮地 ZINE『SALVATION JOURNEY』(2015年7月23日）冊子
- シャムキャッツ『TAKE CARE』trailer(2015年3月4日）
- あいちトリエンナーレ2016パラメトリック・ロゴタイプ(2016年8月-10月）
- SEBASTIAN XDVD『TOUR 2015 「こころ」2015.04.30 赤坂BLITZ』(2015年6月27日）映像ディレクション
- フィロソフィーのダンス『FUNKY BUT CHIC』(2016年11月23日）写真
- ほぼ日刊イトイ新聞「『抱きしめられたい。』より　朗読・石田ゆり子」(2016年）
- ほぼ日刊イトイ新聞「ほぼ日の怪談【1】」「【2】」(2017年）
- ほぼ日刊イトイ新聞「星空の谷川俊太郎質問箱」(2018年）
- MOROHA『MOROHA BEST～十年再録～』初回限定盤DVD「初恋」収録(2018年6月6日）監督
- WAggドキュメント「俺らはIDOL」(2018年9月8日）
- BiSHDVD/BD「BiSH Documentary Movie "SHAPE OF LOVE"」(2018年8月29日）
- PEDRO『zoozoosea』収録ドキュメンタリー映像「THE BIRTH OF PEDRO」(2018年9月19日）
- クリープハイプ「泣きたくなるほど嬉しい日々に」特装盤収録ドキュメンタリー映像「地面に咲いてる」(2018年9月26日）
- GANG PARADE「GANG PARADE oneman live at Zepp Tokyo」特典映像(2018年12月11日）
- MIZ(2020年)写真[32]
- 六代目神田伯山襲名披露パーティー(2020年2月9日)撮影
- 池袋パルコ「BUKURO EXPO」(2017年10月）[33]

## 出演
- EMPiRE先行上映会&トークイベント「THE EMPiRE'S THEATER」（2019年7月12日）

### ライブ
- 2013年03月06日 - MOOSIC LAB presents「ミヤジネーションナイト」＠新宿LOFT
- 2017年09月28日 - エリザベス宮地企画 Vol.1「東京サバイバル」
＠恵比寿LIQUIDROOM w/BiSH, MOROHA
- 2018年02月25日 - エリザベス宮地企画 Vol.2「大阪サバイバル」
＠umeda TRAD w/BiSH, MOROHA